# Linia kolejowa nr 439
Linia kolejowa nr 439 – zelektryfikowana, jednotorowa, pierwszorzędna linia kolejowa łącząca stację Szczecin Port Centralny z Ostrowem Grabowskim.
Zarządcą linii na odcinku od km 0,000 do km 0,353 są PKP Polskie Linie Kolejowe S. A., natomiast na odcinku od km 0,353 do km 1,684 Zarząd Morskich Portów Szczecin i Świnoujście S. A..